# Sudan Airways
Sudan Airways (Arabisch: الخطوط الجوية السودانية, al-Chuṭūṭ al-dschauwiyya as-Sūdāniyya) is de nationale luchtvaartmaatschappij van Soedan met als thuisbasis de luchthaven van Khartoem.
De maatschappij startte met vier De Havilland 8-stoelsvliegtuigen, en was in Afrika de eerste met het gebruik van Fokker F27 Turboprop-vliegtuigen.

## Geschiedenis
Sudan Airways is opgericht in 1946 door de Soedanese spoorwegmaatschappij met hulp van Airwork. Na de privatisering kwam de maatschappij voor 49% in handen van de Aref Investment-groep uit Koeweit en voor 21% in handen van de Faiha Holding in Soedan.

## Problemen
Op 21 juni 2008 gaven de luchtvaartautoriteiten van Soedan een verklaring uit waarin aangegeven werd dat de hele luchtvaartmaatschappij voor een maand aan de grond gehouden wordt in verband met het overtreden van regels. Deze maatregel heeft geen relatie met de zeer gebrekkige staat van dienst of het ongeval op 10 juni 2008 met Sudan Airways Flight 109.

## Bestemmingen
Binnenland (mei 2016):
- El Fasher, El Obeid, El Geneina, Khartoem, Nyala, Port Sudan.

Buitenland (mei 2016):
- Abu Dhabi, Addis Abeba, Asmara, Caïro, Jeddah, Juba, Kano, Ndjamena, Riyad.

## Vloot
De vloot van Sudan Airways bestaat op 29 mei 2016 uit:
- 1 Airbus A300-600
- 2 Airbus A320-200
- 3 Fokker 50